# Julio César Vidal Ortiz
Julio César Vidal Ortiz (* 19. Juni 1944 in Tierralta) ist ein römisch-katholischer Geistlicher und emeritierter Bischof von Cúcuta.

## Leben
Julio César Vidal Ortiz empfing am 7. April 1973 die Priesterweihe.
Papst Johannes Paul II. ernannte ihn am 16. Dezember 1993 zum Prälaten von Alto Sinú. Die Bischofsweihe spendete ihm der Apostolische Nuntius in Kolumbien, Erzbischof Paolo Romeo, am 18. Februar des nächsten Jahres; Mitkonsekratoren waren Carlos José Ruiseco Vieira, Erzbischof von Cartagena, und Ramón Darío Molina Jaramillo OFM, Bischof von Montería.
Mit der Erhebung zum Bistum am 29. Dezember 1998 wurde er zum Bischof von Montelíbano ernannt. Am 31. Oktober 2001 ernannte ihn der Papst zum Bischof von Montería. Am 16. Juli 2011 wurde er zum Bischof von Cúcuta ernannt und am 10. September desselben Jahres in das Amt eingeführt.
Papst Franziskus nahm am 24. Juli 2015 seinen vorzeitigen Rücktritt an.